# 立浪部屋

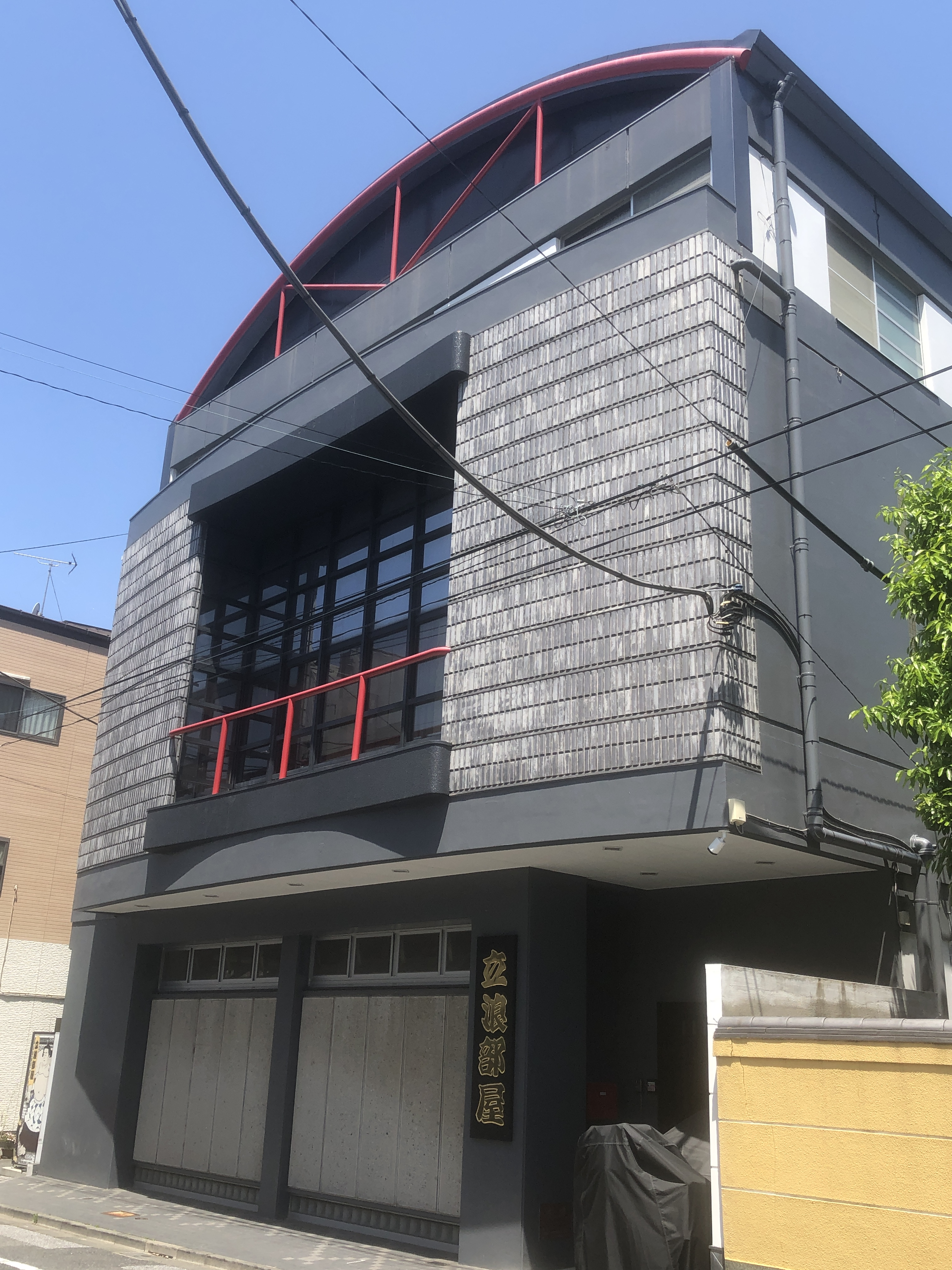

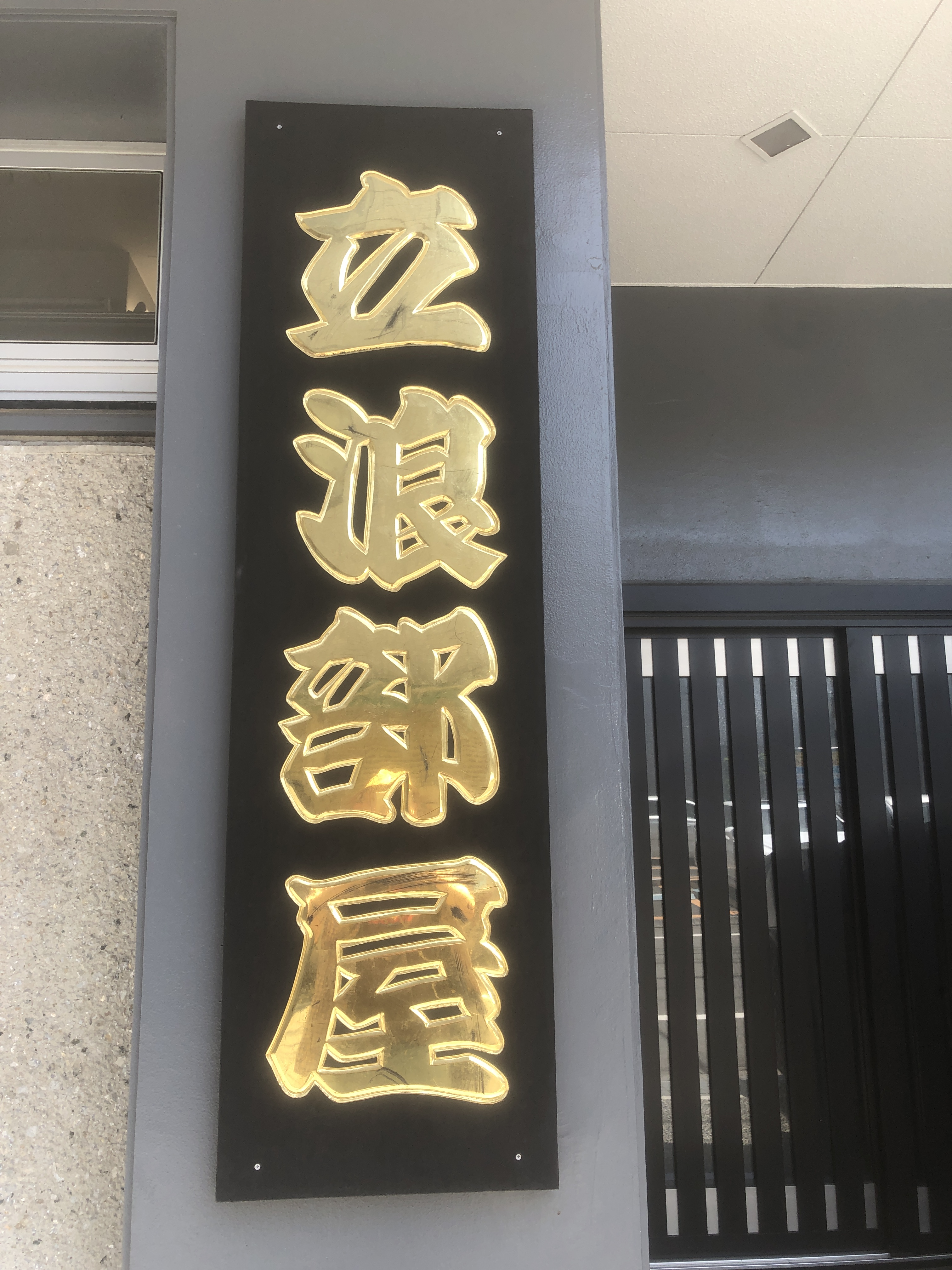

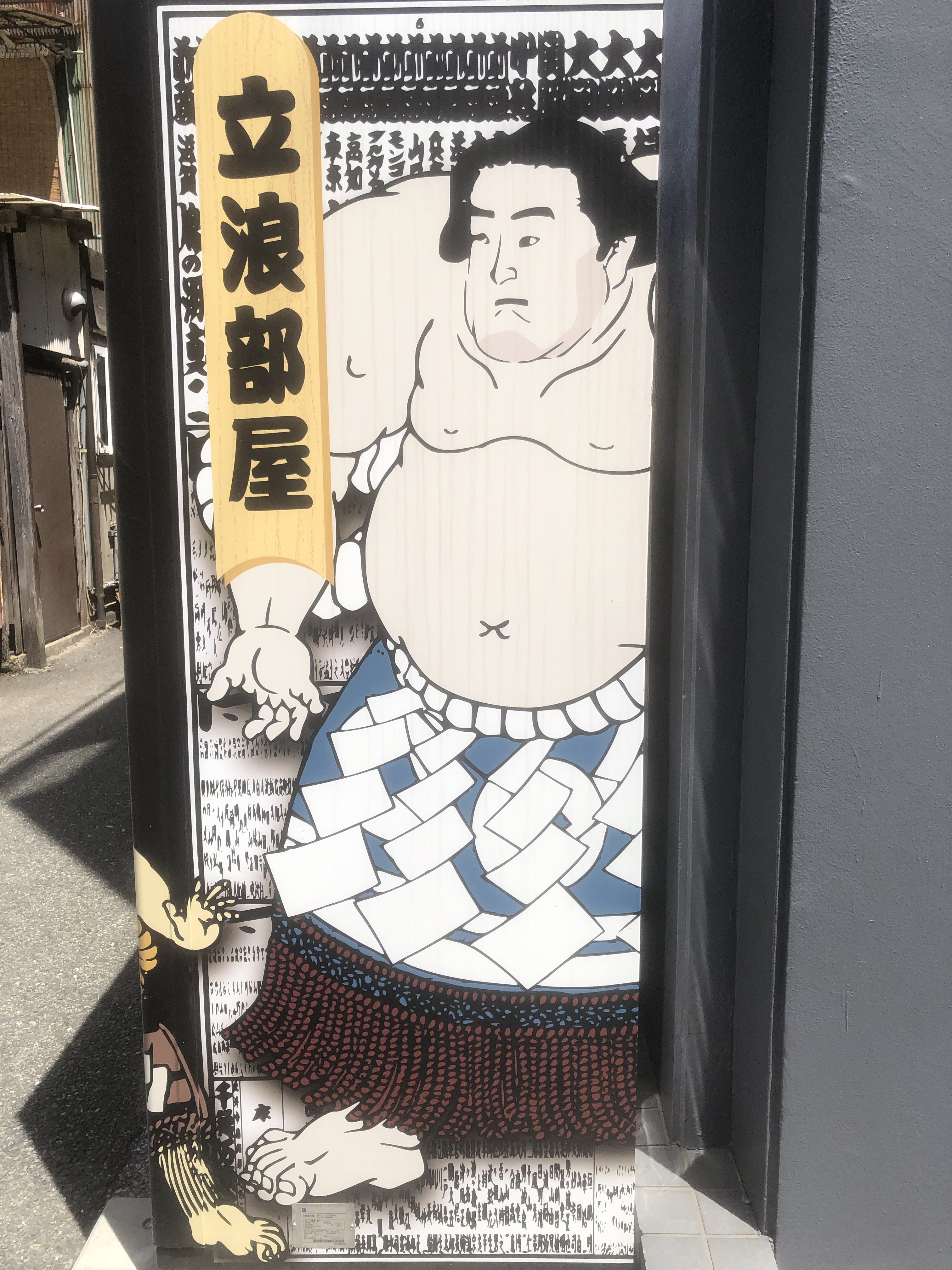
部屋のそばにある自動販売機

立浪部屋（たつなみべや）は、日本相撲協会所属の相撲部屋。現在は出羽海一門に所属している。

## 歴史
1915年に春日山部屋に所属する元小結・緑嶌が現役を引退して年寄・4代立浪を襲名し、同時に春日山部屋から分家独立して東京府東京市本所区（現在の東京都墨田区両国）に立浪部屋を創設した。4代立浪は横綱・双葉山と羽黒山に大関・名寄岩という「立浪三羽烏」と称された3人を筆頭に数多くの関取を育て上げ、一代で立浪部屋を相撲界を代表する大部屋へと成長させた。また、別系統だった高島部屋も、一門として迎え入れ、立浪一門を形成した（ただし、系統別総当たり制の時代にも、立浪と高島との間の対戦はあった）。
1952年12月に4代立浪は死去し、それに伴い、4代立浪の娘婿である横綱・羽黒山が二枚鑑札で5代立浪を襲名して立浪部屋を継承した。5代立浪は1953年9月場所にて引退してからは年寄専任となり、先代からの弟子である大関・若羽黒に関脇・羽黒山、北の洋、時津山という当時「立浪四天王」と称された4人を筆頭として数多くの関取を育て上げた。1965年1月には8代追手風（元大関・清水川）の定年退職により閉鎖された追手風部屋から所属力士を引き取った。伊勢ヶ濱一門と協力し、〈立浪・伊勢ヶ濱連合〉を形成していた。
1969年10月に5代立浪が死去し、それに伴い、5代立浪の娘婿である9代追手風（元関脇・羽黒山）が6代立浪を襲名して立浪部屋を継承した。6代立浪は先代からの弟子である大関・旭國や関脇・黒姫山のほか、自身の直弟子からは双羽黒を横綱にまで育てたものの、1987年12月に双羽黒が6代立浪との対立から廃業し、その後は徐々に部屋の勢力が衰退していった。平成時代に入ってからは日本大学相撲部出身者を多く迎え入れており、その中から小結・智ノ花や大翔鳳などといった関取を輩出している。
1999年2月に6代立浪は定年退職を迎えたため、6代立浪の娘婿で同年1月場所中に現役を引退し大島部屋から移籍して立浪部屋の部屋付き親方となっていた準年寄・旭豊（元小結。旭國の弟子であり、6代立浪の孫弟子にあたる）が年寄・7代立浪を襲名して立浪部屋を継承した。この際に、立浪部屋の部屋付き親方である12代武隈（元関脇・黒姫山）は立浪部屋に入門していた自身の息子2人を連れて立浪部屋から分家独立して武隈部屋を創設した。
しかし、ほどなくして7代立浪は部屋経営や指導方針の意見の違いから6代立浪と対立するようになり、自身の妻とも別居状態に陥った。2000年8月に6代立浪夫婦は東京家庭裁判所に家事調停の申立てを行い、7代立浪に対して娘（7代立浪の妻）との離縁および年寄名跡・立浪の襲名継承金の支払いと立浪部屋の建物の返還を要求したものの、調停は成立しなかった。
その後、2001年に6代立浪は7代立浪に対して立浪部屋の返還と年寄名跡の襲名継承金1億7500万円の支払いを求める民事訴訟を東京地方裁判所に起こした。2003年2月に出された1審判決では6代立浪側が勝訴したものの、2004年1月に東京高等裁判所にて出された控訴審判決では1審判決を破棄して6代立浪の請求を棄却し、さらに同年7月には最高裁判所にて6代立浪の上告を退ける判決が出されたことにより、裁判は7代立浪側が勝訴している。
2003年8月には元横綱・双羽黒の北尾光司を部屋のアドバイザーに迎えたが、北尾による力士の指導はごく短期間で終わった。
2006年1月場所にモンゴル出身の猛虎浪が新十両へ昇進し、7代立浪が部屋を継承してからは初となる関取が誕生した。2007年8月には部屋を東京都墨田区両国から茨城県つくばみらい市陽光台へ移転した。
2012年1月に行われた日本相撲協会理事選挙において、7代立浪は2010年1月に二所ノ関一門を離脱してから「貴乃花グループ」を形成して活動する貴乃花親方（元横綱・貴乃花）に投票したことを表明し、同年5月に立浪部屋はそれまで所属していた立浪一門から離脱した(一門の総帥を事実上放逐する形となった立浪一門は伊勢ヶ濱一門と改称する)。その後は貴乃花グループに合流して、一門での合同稽古を行うなどの活動を行っていたが、2018年5月に離脱を表明。同年9月18日、出羽海一門の会合に出席して加入を要請し、承認された。
なお、2018年現在までに立浪部屋からは中川部屋（8代中川時代：1937年5月 - 1947年6月、9代中川時代：1960年5月 - 1973年3月）・時津風部屋（双葉山相撲道場）・春日山部屋（15代・16代春日山時代、1955年5月 - 1990年7月）・大島部屋（2代大島時代：1980年1月 - 2012年4月）・武隈部屋（12代武隈時代：1999年2月 - 2004年3月）が分家独立している。
2021年4月4日に、同年2月まで常盤山部屋として使われていた台東区橋場の建物を改装し、同年五月場所後に移転する予定であることが報道された。移転の理由については、東京場所での両国国技館への移動の負担を軽減することであることが示唆されている。10月まで21代千賀ノ浦が居住し、11月には完全譲渡になるという。
2023年（令和5年）7月場所に関脇・豊昇龍が幕内優勝を果たし（1968年3月の前頭8・若浪以来）部屋として55年ぶりの優勝力士を輩出した。2025年（令和7年）1月場所にも優勝を果たした豊昇龍は場所後に横綱に昇進、（1986年9月の双羽黒以来）38年半ぶりに横綱昇進の使者を迎えた。

## 2019新型コロナウイルスの集団感染
2020年12月10日、日本相撲協会は幕下以下の力士3名が新型コロナウイルスに感染したことが確認されたことを発表した。翌11日に天空海、そして幕下以下の力士6名の感染の確認も発表された。つくば保健所の指導に基づき、9日に確認された感染者の濃厚接触者としてPCR検査を受けた結果であるという。陽性者10名のほとんどは無症状であるが、11日発表時点では1名が入院、2名が指定ホテルにすでに移動しており、他7人も11日中に指定ホテルで隔離される予定。
立浪部屋は11日にFacebookを更新、専門業者により部屋施設の消毒が行われたことを報告している。師匠の7代立浪の検査結果は陰性であったという。出稽古は禁止されており、力士たちの行動記録からも他の部屋の力士との接触はないとみられる。
19日、相撲協会は立浪部屋で新たに幕下以下の力士1人の感染が確認されたことを発表した。10日のPCR検査では陰性であったが、17日に鼻水が出るなどの症状があったため18日に2度目の検査を受けたところ、19日に陽性の結果が出たという。力士は外出を控え、同部屋の力士とも接触していないため、濃厚接触者はいないと保健所は判断。力士は保健所の指示によりホテルに隔離されている。
同日、立浪部屋はFacebookを更新し、協会発表の補足説明を行った。2度目の陽性者が出て以降、立浪部屋は残った力士たちを完全に個別生活させており、同日と翌20日に部屋施設の消毒が行われるという。
すでに入院している軽症の感染者は、順次退院の予定となっており、稽古再開については保健所の指示に従うこととなる。芝田山広報部長は「急がせても仕方ない。（部屋に）帰ってきてから自主隔離でいろいろ見てからでないと難しい」と話している。20日に更新された立浪部屋のFacebookによると、天空海ほか数名が部屋に戻ってきたという。
全国的な感染拡大そしてこの事態を受け、相撲協会は新たに各部屋に通達を出した。「医療体制も逼迫（ひっぱく）し、東京都も4段階レベルのうち最も高い警戒度となっている。25日から外出禁止期間となり年明けにはすぐ初場所も始まる。いま一度、厳重に注意して行動して下さい」との内容であるという。
同月26日、立浪部屋はFacebookでつくば保健所の指導のもと自粛生活をしてきたこと、保健所からの電話連絡により自粛生活を終えていたことを報告した。
同月28日、芝田山広報部長は新型コロナウイルスに感染した力士11人が26日までに全員退院したことを電話取材で明かした。同日、立浪部屋もFacebookを更新し、感染者全員の退院とその後の体調・体温も安定していると報告した。今後も保健所・専門家の指導のもとに力士たちを管理していくという。

## 所在地
- 東京都台東区橋場1-16-5
- JR常磐線、東京メトロ日比谷線南千住駅から自動車で5～6分[24]
かつて高砂部屋（6代高砂時代）や常盤山部屋（旧・千賀ノ浦部屋）が使用した施設[4]を使用している。

## 師匠
- 4代：立浪 弥右衛門（たつなみ いやえもん、小結・緑嶌、富山）　1915年～1952年
- 5代：羽黒山 政司→立浪 政司（たつなみ まさじ、第36代横綱・羽黒山、新潟）　1952年～1969年
- 6代：立浪 治（たつなみ おさむ、関脇・羽黒山、北海道）　1969年～1999年
- 7代：立浪 耐治（たつなみ たいじ、小結・旭豊、愛知）　1999年～

## 力士

### 現役の関取経験力士
- 豊昇龍智勝（74代横綱・モンゴル）7代弟子
- 明生力（関脇・鹿児島）7代弟子
- 天空海翔馬（前10・茨城）7代弟子
- 木竜皇博一（十12・千葉）7代弟子

### 横綱・大関
横綱
- 双葉山定次（35代・大分）4代弟子
- 羽黒山政司（36代・新潟）4代弟子
- 双羽黒光司（60代・三重）6代弟子
- 豊昇龍智勝（74代・モンゴル）7代弟子

大関
- 旭國斗雄（北海道）5代、6代弟子
- 名寄岩静男（北海道）（「寄」は正しくはうかんむり（宀）に竒）4代、5代弟子
- 若羽黒朋明（神奈川）4代、5代弟子

### 幕内
関脇
- 旭川幸之焏（北海道）4代弟子
- 羽黒山礎丞（北海道）4代、5代弟子
- 北の洋昇（北海道）4代、5代弟子
- 黒姫山秀男（新潟）5代、6代弟子
- 時津山仁一（福島）4代、5代弟子※時津風部屋から移籍
- 羽黒花統司（北海道）5代弟子
- 若見山幸平（富山）5代、6代弟子

小結
- 大翔鳳昌巳（北海道）6代、7代弟子
- 智ノ花伸哉（熊本）6代、7代弟子
- 羽黒岩智一（宮崎）5代、6代弟子
- 若浪順（茨城）5代、6代弟子

前頭
- 愛知山春雄（前4・愛知）4代、5代弟子
- 池田川助枩（前4・富山）4代弟子
- 岩波重廣（前8・千葉）6代弟子
- 追風山裕邦（前6・青森）5代弟子※追手風部屋から移籍
- 大岩山大五郎（前9・東京）4代、5代弟子
- 大ノ濵勝治（前4・千葉）4代弟子
- 大昇充宏（前1・長野）4代、5代弟子※春日山部屋から一時在籍
- 大日ノ出崇揚（前9・兵庫）6代、7代弟子
- 大八洲晃（前10・富山）4代弟子
- 北ノ國仁（前10・北海道）5代弟子
- 君錦利正（前3・千葉）5代弟子
- 清惠波清隆（前2・石川）4代、5代弟子
- 兼六山鉄太郎（前13・石川）4代弟子
- 小坂川健三郎（前17・秋田）4代、5代弟子※春日山部屋から移籍
- 小嶌川庄吉（前5・東京）4代弟子
- 大翔山直樹（前2・石川）6代弟子
- 立田野邦清（前7・石川）4代弟子
- 立洸熊五郎（前6・北海道）6代、7代弟子
- 劔岳吉五郎（前2・富山）4代弟子
- 豊登道春（前15・福岡）4代、5代弟子
- 七ッ海操（前12・茨城）4代、5代弟子
- 平鹿川泰二（前13・秋田）4代、5代弟子※春日山部屋から移籍
- 双見山又五郎（前1・大分）4代弟子
- 緑國政雄（前9・東京）4代弟子
- 緑嶋英三（前4・北海道）4代弟子
- 猛虎浪栄（前6・モンゴル）7代弟子
- 吉野山要次郎（前1・富山）4代弟子
- 雷ノ峰伊助（前3・神奈川）4代弟子※八角部屋から移籍
- 凌駕精考（前13・北海道）5代、6代弟子
- 若浪義光（前19・南樺太）4代弟子

### 十両
- 旭國強（十12・北海道）4代弟子
- 荒浪源四郎（十5・石川）4代弟子
- 江戸響博昭（十1・東京）5代、6代弟子
- 大獅子耕蔵（十11・大阪）6代弟子
- 河内山一夫（十7・大阪）5代弟子
- 北吹雪弘士（十9・北海道）6代弟子
- 黒田山昭二（十14・福岡）4代、5代弟子
- 玄武満（十7・北海道）5代、6代弟子
- 佐久昇染太（十6・長野）4代、5代弟子
- 新川完二（十8・東京）4代弟子
- 翠竜輝嘉（十2・千葉）5代、6代弟子
- 田代岩弘道（十18・北海道）5代弟子
- 立富士祐司（十11・静岡）6代弟子
- 筑後山一政（十2・福岡）4代、5代弟子
- 天地山人（十12・大阪）5代弟子
- 七尾潟直右エ門（十1・石川）4代弟子
- 西中憲四郎（十7・兵庫）5代弟子
- 能登ノ山竜三（十13・石川）4代、5代弟子
- 羽咋山勝久（十21・石川）4代、5代弟子
- 花筏健（十17・山形）5代弟子
- 飛天龍貴信（十13・福岡）7代弟子
- 福緑正義（十15・北海道）4代、5代弟子
- 双筑波勇人（十13・茨城）6代、7代弟子
- 鳳龍一雄（十5・京都）4代弟子
- 松恵山邦治（十17・宮崎）4代、5代弟子
- 松嶋市平（十7・東京）5代弟子
- 緑岩三郎（十18・富山）4代、5代弟子
- 三山貞次（十5・山形）5代、6代弟子
- 力真樹（十10・熊本）7代弟子

## 行司
- 19代式守伊之助（茨城）
- 27代木村庄之助（岩手）
- 10代式守与太夫（長野）
- 31代木村庄之助（北海道）
- 35代木村庄之助（宮崎）
- 6代木村玉治郎（福島）